# Aethalura
Aethalura là một chi bướm đêm thuộc họ Geometridae.

## Các loài
- Aethalura ignobilis (Butler, 1878)
- Aethalura intertexta – Four-Barred Grey (Walker, 1860)
- Aethalura nanaria (Staudinger, 1897)
- Aethalura punctulata – Grey Birch (Denis & Schiffermüller, 1775)